# العلاقات الشمال مقدونية اللاتفية
العلاقات الشمال مقدونية اللاتفية هي العلاقات الثنائية التي تجمع بين شمال مقدونيا ولاتفيا.

## مقارنة بين البلدين
هذه مقارنة عامة ومرجعية للدولتين:
| وجه المقارنة                                              | شمال مقدونيا                                               | لاتفيا                                             |
| --------------------------------------------------------- | ---------------------------------------------------------- | -------------------------------------------------- |
| المساحة (كم2)                                             | 25.71 ألف                                                  | 64.59 ألف                                          |
| عدد السكان (نسمة)                                         | 2.08 مليون                                                 | 1.93 مليون                                         |
| الكثافة السكانية (ن./كم²)                                 | 80.9                                                       | 29.88                                              |
| العاصمة                                                   | إسكوبية                                                    | ريغا                                               |
| اللغة الرسمية                                             | اللغة المقدونية، اللغة الألبانية                           | اللغة اللاتفية                                     |
| العملة                                                    | دينار مقدوني                                               | يورو، لاتس لاتفي، الروبل اللاتفي ‏، الروبل اللاتفي ‏ |
| الناتج المحلي الإجمالي (بليون دولار)                      | 11.34 مليار                                                | 30.26 مليار                                        |
| الناتج المحلي الإجمالي (تعادل القوة الشرائية) بليون دولار | 29.26 مليار                                                | 49.24 مليار                                        |
| الناتج المحلي الإجمالي الاسمي للفرد دولار أمريكي          | 4.85 ألف                                                   | 14.06 ألف                                          |
| الناتج المحلي الإجمالي للفرد دولار أمريكي                 | 16.25 ألف                                                  | 23.55 ألف                                          |
| مؤشر التنمية البشرية                                      | 0.747                                                      | 0.819                                              |
| رمز المكالمات الدولي                                      | +389                                                       | +371                                               |
| رمز الإنترنت                                              | .mk                                                        | .lv                                                |
| المنطقة الزمنية                                           | توقيت وسط أوروبا، ت ع م+01:00، ت ع م+02:00، أوروبا/سكوبيه ‏ | ت ع م+02:00، ت ع م+03:00، أوروبا/ريغا ‏             |

## منظمات دولية مشتركة
يشترك البلدان في عضوية مجموعة من المنظمات الدولية، منها:
| علم المنظمة | اسم المنظمة                               | تاريخ انضمام شمال مقدونيا | تاريخ انضمام لاتفيا |
| ----------- | ----------------------------------------- | ------------------------- | ------------------- |
|             | مؤسسة التنمية الدولية                     | 25 فبراير 1993            | 11 أغسطس 1992       |
|             | يونسكو                                    | 28 يونيو 1993             | 9 يوليو 1951        |
|             | وكالة ضمان الاستثمار متعدد الأطراف        | 19 مارس 1993              | 21 أغسطس 1998       |
|             | مجلس أوروبا                               | ?                         | ?                   |
|             | الأمم المتحدة                             | 8 أبريل 1993              | 17 سبتمبر 1991      |
|             | الاتحاد البريدي العالمي                   | ?                         | ?                   |
|             | البنك الدولي للإنشاء والتعمير             | 25 فبراير 1993            | 11 أغسطس 1992       |
|             | الاتحاد الدولي للاتصالات                  | 4 مايو 1993               | 11 ديسمبر 1921      |
|             | منظمة حظر الأسلحة الكيميائية              | ?                         | ?                   |
|             | مؤسسة التمويل الدولية                     | 25 فبراير 1993            | 29 سبتمبر 1993      |
|             | المنظمة الأوروبية لسلامة الملاحة الجوية   | 1998                      | 2011                |
|             | المركز الدولي لتسوية المنازعات الاستشارية | 26 نوفمبر 1998            | 7 سبتمبر 1997       |
|             | منظمة التجارة العالمية                    | ?                         | 1999                |
|             | منظمة الشرطة الجنائية الدولية             | ?                         | ?                   |
|             | منظمة الأمن والتعاون في أوروبا            | 12 أكتوبر 1995            | 10 سبتمبر 1991      |

## وصلات خارجية
- موقع وزارة الخارجية اللاتفية